# KMT Group
KMT Group AB, efter Karolin Machine Tool, är ett svenskt verkstadsindustriföretag. Koncernen består av:
- KMT Waterjet och KMT Robotics Solutions. Sedan 2009 är KMT Precision Grinding en från KMT Group oberoende koncern.